# Villa Fehr

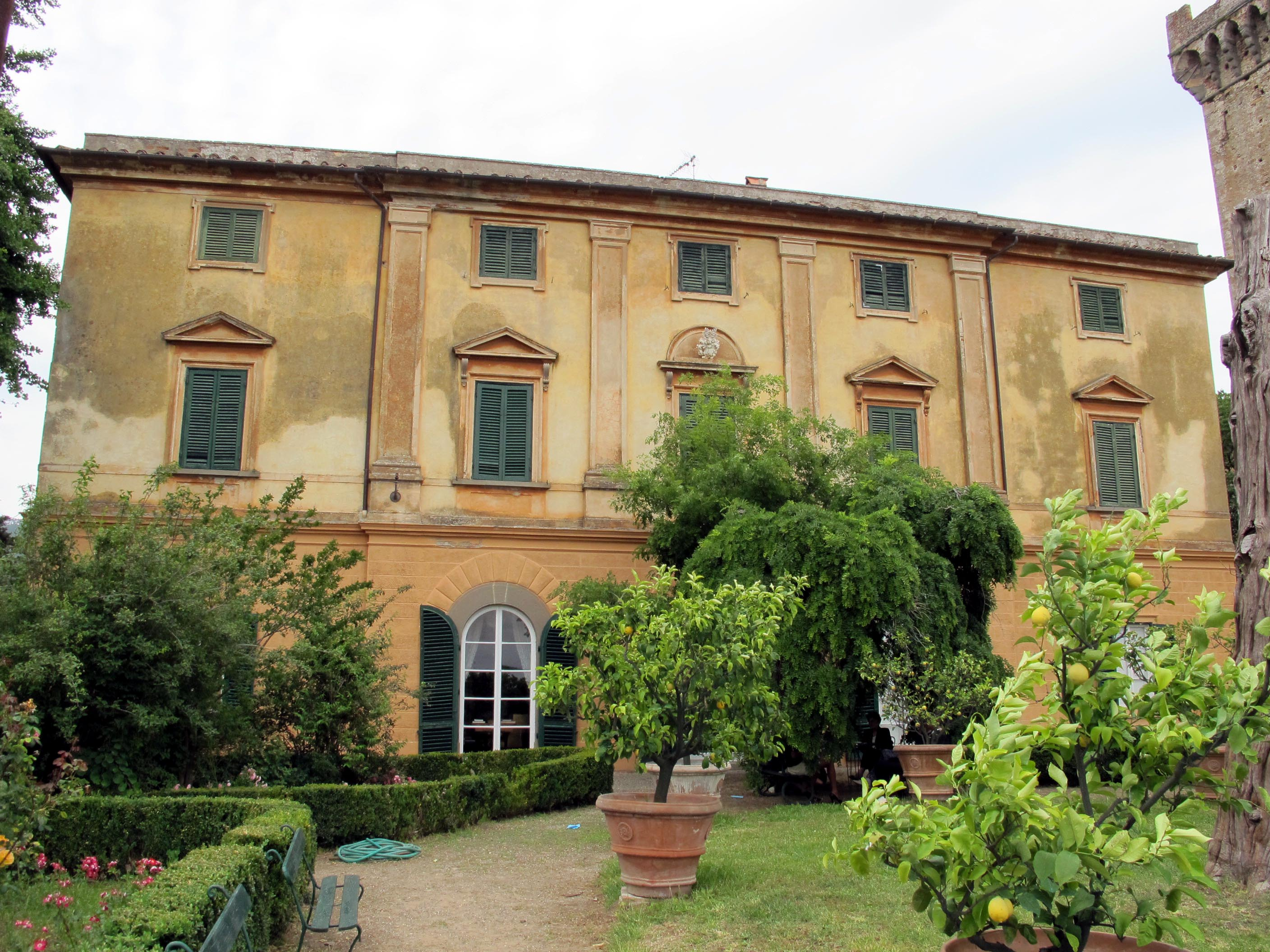
Villa Fehr

Villa Fehr si trova a Vicopisano (PI) in via del Pretorio 21.

## Storia e descrizione
La villa si trova sulla sommità del colle di Vicopisano e dai primi dell'Ottocento è di proprietà della famiglia Fehr-Walser, di origini svizzere. Oltre alla Villa è presente un grande parco (non visitabile) che nella sua estensione abbraccia quasi tutto il versante nord del colle ed è delimitato a meridione dalla possente fortificazione brunelleschiana. 
Un tempo l'area su cui ora sorge la Villa, oltre alla Rocca del Brunelleschi ancora esistente, ospitava anche il Monastero di San Francesco che, dopo un'esistenza travagliata, fu sconsacrato e venduto a privati alla fine del'700, al tempo delle soppressioni delle Compagnie Religiose effettuate da Pietro Leopoldo. 
Dalla fine del '700 l'area della Villa e tutte le emergenze monumentali circostanti sono entrate a far parte del patrimonio immobiliare di diverse famiglie, che ne hanno modificato l'aspetto. Sui resti della Chiesa del Convento è stata costruita nel 1830 la Villa, su progetto dell'architetto Bellincioni, mentre le altre strutture conventuali sono state modificate e ridotte ad edifici rurali, recentemente oggetto di lavori di ristrutturazione ad opera della famiglia Fehr-Walser.
Il complesso monumentale della Rocca del Brunelleschi è stato oggetto di un intervento di restauro, condotto tra il 1995 ed il 1998, che ne ha consentito l'apertura al pubblico.